# Palazzo Re Enzo

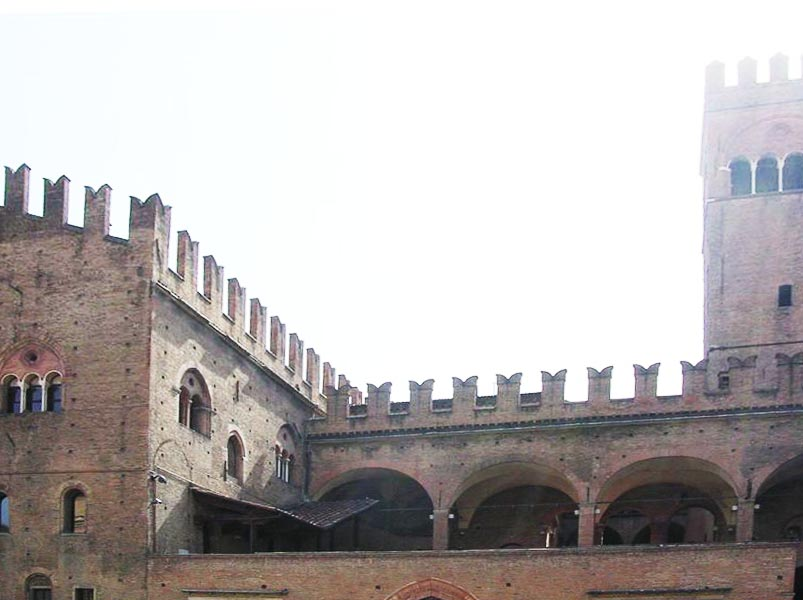
Vista do Palácio de Re Enzo.

Palazzo Re Enzo é um palácio em Bolonha, no norte da Itália. Tem o seu nome de Enzio da Sardenha, filho de Frederico II, que ali esteve preso de 1249 até a sua morte em 1272.
O palácio foi construído em 1245 como uma extensão do Palazzo del Podestà, insuficiente para as exigências da comuna de Bolonha. Foi inicialmente conhecido como Palatium Novum ("Nova Palácio").
Três anos após a sua construção, Enzio foi capturado pelos Guelfos na Batalha de Fossalta, e após uma breve estadia em Anzola foi ali colocado, onde permaneceu até à sua morte.
Em 1386 Antonio di Vincenzo terminou a Sala dei Trecento, que se tornaria no arquivo da cidade. O último piso foi largamente renovado em 1771 por Giovanni Giacomo Dotti, e o atual aspecto Gótico data da sua restauração de 1905 por Alfonso Rubbiani.
À direita do palácio está o acesso à capela de Santa Maria dei Carcerati, onde iam os condenados à morte. No primeiro andar estava o Carroccio e as máquinas de guerra.